# ユルギュップ
ユルギュップ（トルコ語:Ürgüp）は、トルコ共和国の行政区、ネヴシェヒル県（Nevşehir）の南部にあり、国土の中央部に位置する。

## 概要
カッパドキアの観光拠点であり、またトルコの経済的要所でもある。そしてトルコ中部における軍事的拠点でもあり、比較的大きな町である。その為、諸外国の観光客でバーは賑わっている。ユルギュップのきのこ岩（妖精の煙突）と言われる代表的な岩がある。

## 外部リンク

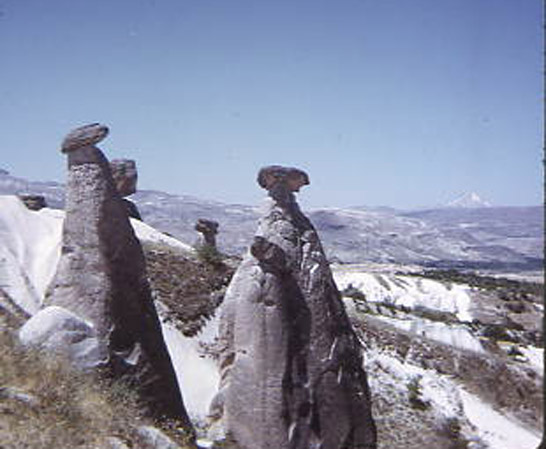
きのこ岩

## 姉妹都市
- ラリサ, ギリシア